# Michael Krummenacher
Michael Krummenacher (* 9. Juli 1985 in Schwyz) ist ein Schweizer Filmregisseur und Drehbuchautor.

## Leben und Karriere
Michael Krummenacher wuchs in Schwyz auf. Während des Gymnasiums entstanden erste Kurzfilme. Nach der Matura besuchte er 2005 den Filmmaking Intensive Workshop der Columbia University in New York City, bevor er 2006 sein Studium der Regie für Kino und Fernsehfilm an der HFF München aufnahm. Dieses schloss er 2014 mit dem Diplom ab.
2009 gründete er zusammen mit Peter Baranowski die Passanten Filmproduktion, die sich seither für die Produktion mehrerer Kurz- und Langspielfilme verantwortlich zeigte. Darunter auch Krummenachers erster Spielfilm Hinter diesen Bergen, welcher bereits während der Studienzeit entstand und 2010 am International Film Festival Rotterdam seine internationale Premiere feierte. 2012 wurde sein Kurzfilm Wenn alle da sind für den Deutschen Kurzfilmpreis nominiert.
Sibylle (Like A Cast Shadow) feierte 2015 seine Uraufführung auf der Berlinale 2015. Im selben Jahr wurde Heimatland fertiggestellt. Der Omnibusfilm von zehn jungen Schweizer Regisseuren wurde von Michael Krummenacher und Jan Gassmann initiiert und unter deren künstlerischer Leitung realisiert. Heimatland feierte 2015 seine Weltpremiere im Internationalen Wettbewerb des Festival del film Locarno und wurde 2016 für den Schweizer Filmpreis in der Kategorie bester Spielfilm nominiert.

## Filmografie (Auswahl)
- 2007: Und draussen Flirren (Kurzfilm)
- 2008: Der Gast (Kurzfilm)
- 2009: Paralyzing and lazy days (Dokumentarfilm)
- 2010: Hinter diesen Bergen (Beyond these mountains)
- 2012: Wenn alle da sind (When everybody’s here) (Kurzfilm)
- 2015: Sibylle
- 2015: Heimatland
- 2019: 8 Tage
- 2019: Preis der Freiheit (Fernseh-Dreiteiler)
- 2022: Der Räuber Hotzenplotz
- 2023: Tatort: Hochamt für Toni
- 2024: Landesverräter[2][3]

## Auszeichnungen (Auswahl)
Heimatland
- 2016: Schweizer Filmpreis (Nominierung Bester Spielfilm)
- 2016: Max Ophüls Preis "Preis für den gesellschaftlich relevanten Film"
- 2015: Berner Filmpreis "Bester Spielfilm"
- 2015: Filmpreis der Stadt Zürich "Bester Spielfilm"

Sibylle (Like A Cast Shadow)
- 2015: Dark Frame Film Festival "Winner Best Horror Feature" und "Winner Best Actress"

Wenn alle da sind
- 2012: Deutscher Kurzfilmpreis (Nominierung)

Hinter diesen Bergen
- 2009: Internationale Hofer Filmtage
- 2010: International Film Festival Rotterdam

Rauschgift (Addicted) (als Produzent, Regie: Peter Baranowski)
- 2011: Internationales Filmfestival von Locarno Pardino d’Oro

Michael Krummenachers Kurzfilme wurden weltweit auf zahlreichen Kurzfilmfestivals aufgeführt.